# Cangas de Foz (przystanek kolejowy)
Cangas de Foz – przystanek kolejowy kolei wąskotorowej FEVE w Foz, w Galicji, w Hiszpanii.
| Cangas de Foz                          |  |                        |
| Linia Ferrol - Oviedo/Gijon (117,3 km) |  |                        |
| Burelaodległość: 4,6 km                |  | Nois odległość: 2,5 km |